# Kelemen Mikes

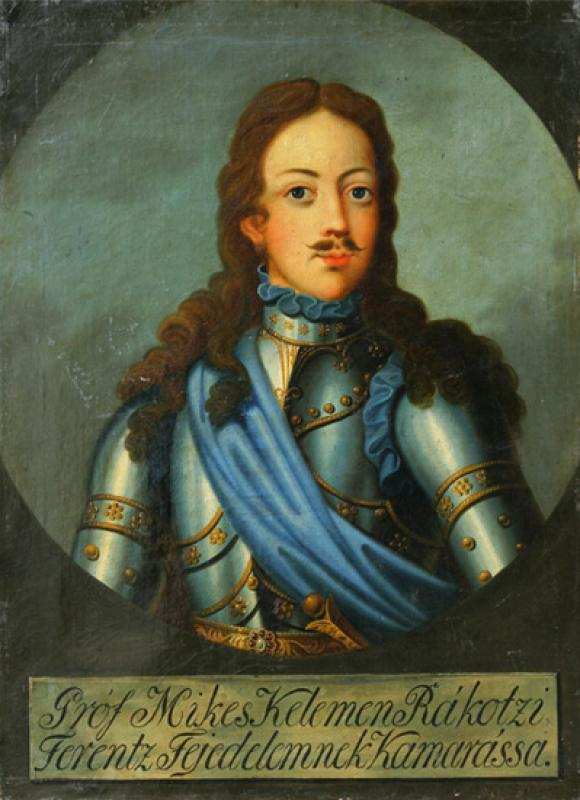
Kelemen Mikes (das einzige erhaltene authentische Porträt)

Kelemen Mikes (* August 1690 in Zágon, Szeklerland, Siebenbürgen; † 2. Oktober 1761 in Rodosto, Türkei) war Kammerdiener, Sekretär und engster Vertrauter des Fürsten Franz II. Rákóczi.

## Leben

### Herkunft und Jugendzeit
Kelemen (dt. Klemens) Mikes (sprich 'Mikesch') war der Sohn von Pál (Paul) Mikes und seiner Ehefrau Éva, geb. Torma de Csícsókeresztúr, die 1685 heirateten. Die Mikes’ gehörten zum alteingesessenen Landadel der Gegend. Ein Ahne, Miklós Mikes, wurde 1567 wegen seiner Verdienste vom Fürsten Sigismund I. Rákóczi ausgezeichnet und mit ausgedehnten Ländereien belohnt. Die Familienmitglieder nannten sich seither ‚Mikes de Zágon’.
Der Vater, Pál Mikes, schloss sich der Kuruzenbewegung unter Emmerich Thököly an; im Geburtsjahr des Sohnes, im November 1690 brach er mit einer Abteilung von Kuruzen auf der Suche nach Labanzen in seinem Heimatdorf ein und ließ fünf Anhänger der Österreicher füsilieren. Auf der Flucht wurde er vom Fürsten der Walachei, Constantin Brâncoveanu, gefangen gesetzt und den Österreichern übergeben. Von diesen wurde er grausam gefoltert und anschließend hingerichtet. Seine Güter wurden eingezogen, so waren seine Witwe und der einzige Sohn mittellos.
Kelemen wuchs ohne Vater auf. Er hielt sich entweder in seinem Heimatort Zágon oder bei Verwandten in Zabola (rum. Zăbala) auf. Er besuchte die Volksschule der Reformierten Kirche. Um 1696 heiratete seine Mutter Ferenc Boér. Aus dieser Ehe ging der Halbbruder Josef hervor. Auf Betreiben des Stiefvaters konvertierte Kelemen gemeinsam mit seiner Mutter vom reformierten zum katholischen Glauben. Seit seinem zehnten Lebensjahr (~1700) besuchte er sechs Jahre lang das Jesuiten-Kollegium in Klausenburg, wo er unter anderem eine gründliche humanistische Ausbildung erhielt und Latein erlernte.

### Im Dienste des Fürsten Franz II. Rákóczi

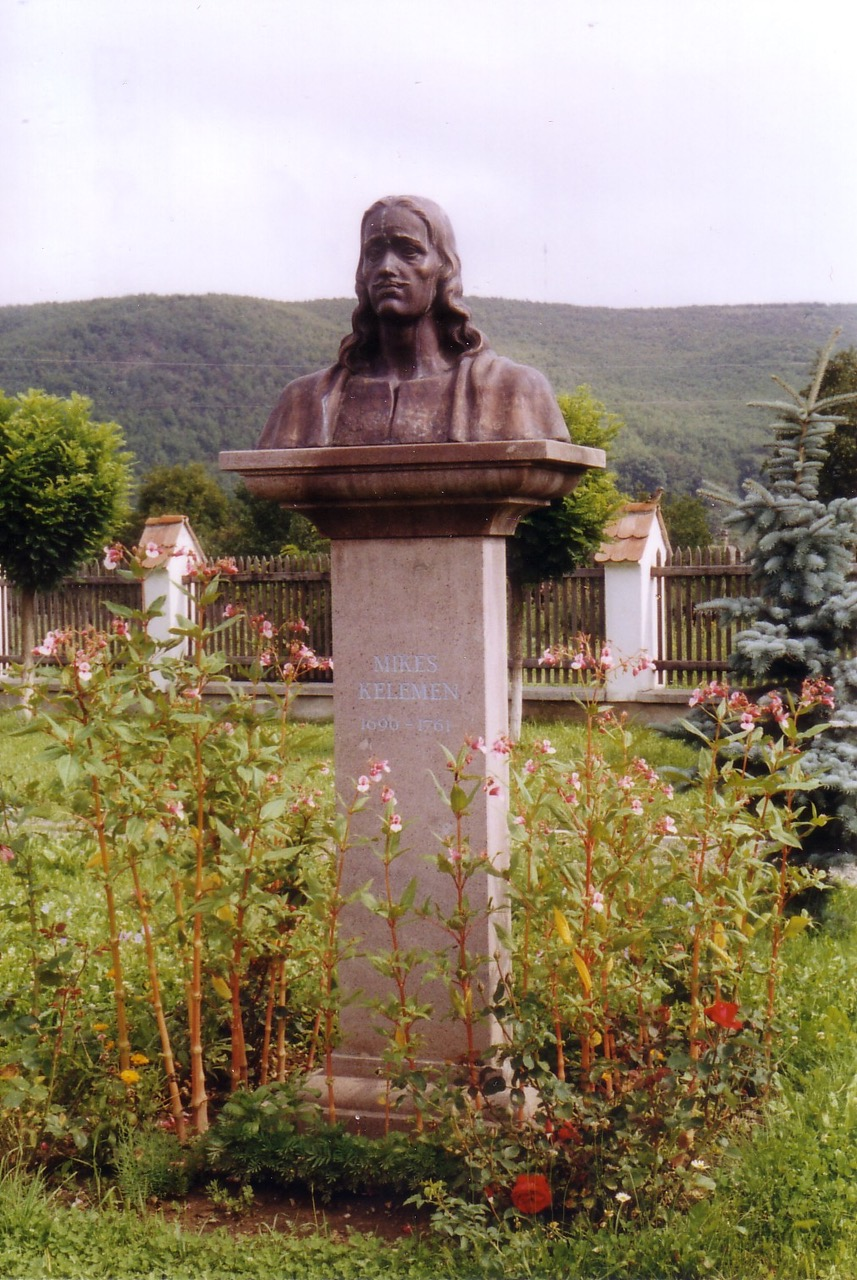
Büste von Kelemen Mikes im Garten seines Geburtshauses in Zagon

Etwa 1707 kam Kelemen auf Empfehlung seines Onkels, des Grafen Mihály Mikes als Page an den Hof des Fürsten Rákóczi. Für sein weiteres Leben blieb diese Entscheidung schicksalshaft. Er gehörte 28 Jahre lang zum inneren Zirkel Rákóczis († 1735). Er nahm an sämtlichen Feldzügen Rákóczis in den antihabsburgischen Aufständen teil. Er erlebte auch dessen Niederlagen: 1708 in der Schlacht bei Trentschin und 1711 die endgültige Niederlage bei Moftinu Mare/Nagymajtény. Am 30. April 1711 ergab sich hier das 12.000 Mann starke Kuruzenheer des Fürsten Franz II. Rákóczi den Kaiserlichen. Am 1. Mai 1711, dem Tag der Unterzeichnung des Vertrages, schworen sie vor Marschall Pállfy den Treueeid gegenüber dem habsburgischen Kaiser und nahm auch an den Friedensverhandlungen von Sathmár teil, die den Aufstand beendeten. Mit Rákóczi ging Kelemen Mikes zuerst nach Polen und 1713 in das Exil nach Paris, wo er am Hofe König Ludwig XIV. lebte.
1717 verließ Kelemen Mikes zusammen mit seinem Fürsten Frankreich, nachdem die Türken Rákóczi Hoffnung gemacht hatten, die Macht zurückzugewinnen. In Marseille schiffte sich Rákóczi zusammen mit 40 Getreuen ein und verließ Frankreich. Gemäß dem Frieden von Passarowitz im Jahre 1718 mussten Rákoczi sowie die anderen ungarischen Insurgenten Europa verlassen und wurden in den asiatischen Teil der Türkei verbannt. Ihm und seinen Getreuen wurden vom Sultan Ahmed III. zwanzig Häuser in Rodosto zugewiesen. Hier verbrachte Rákóczi und seine Gefährten den Rest ihres Lebens. Kelemen Mikes betreute den greisen Fürsten bis zu seinem Tode. Er war es auch, der zusammen mit den Oberhofmeister des Fürsten, Miklós Sibrik (* ~1673, † 7. Oktober 1735 in Rodosto) die Bestattung organisierte und dessen Nachlass ordnete.

### Nach dem Tod von Rákóczi
Kelemen Mikes überlebte Rákóczi um 26 Jahre. Er musste auch nach dem Tode von Rákóczi in der Verbannung bleiben. Dieses Schicksal hat er nur schwer ertragen. Unbestätigten Berichten zufolge soll er ein Gnadengesuch bei Kaiser Karl VI. (Als König von Ungarn Karl III.), sowie bei dessen Tochter Maria Theresia gestellt haben. Maria Theresia soll dieses Gnadengesuch mit den Worten „Ex Turcia non est redemptio!“ („Aus der Türkei gibt es keine Ablösung!“) abgelehnt haben. Diese Aussage ist jedoch historisch nicht gesichert. Zeitweise stand Kelemen Mikes in Diensten der Hohen Pforte, wegen seiner guten Kenntnisse fremder Sprachen war er auch als Übersetzer tätig. 1758 wurde er Führer der (immer kleiner werdenden) ungarischen Kolonie in Rodosto. Er überlebte nahezu alle ungarischen Exilanten, die mit Rákóczi in die Türkei ins Exil gegangen waren. 1761 starb Kelemen Mikes mit 71 Jahren einsam und verlassen in Rodosto an der Pest und wurde dort beigesetzt. Allmählich geriet er in Vergessenheit, selbst seine Grabstelle ist unbekannt.

## Briefe aus der Türkei

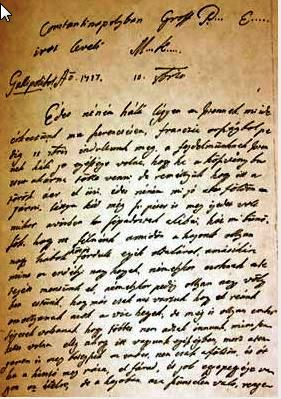
Eine Seite der ungarischen Handschrift der „Briefe aus der Türkei“ (1717)

In seinen fiktiven Briefen aus der Türkei an eine fiktive Gräfin E. P., die Kelemen Mikes als „seine Tante“ bezeichnete, schrieb er seine Erlebnisse und Beobachtungen nieder. Diesen Briefen überliefern viele Details nicht nur aus dem Leben des Fürsten Franz II. Rákóczis, sondern auch der übrigen Ungarn, die zusammen mit dem Fürsten in Exil lebten. Wert und Schönheit dieser Briefe liegen nicht zuletzt darin, dass der Mensch, der uns aus ihnen anblickt, einer der liebenswürdigsten, anziehendsten Menschen Ungarns und der gesamten ungarischen Literatur ist.
Bei den Briefen aus der Türkei  (ung. „Törökországi levelek“) handelt es sich um ein Konvolut von 208 Briefen. Da es dem in der Verbannung lebenden Autor verboten war, mit Landsleuten in seiner Heimat Siebenbürgen (und Ungarn) zu korrespondieren, legte er all seine Gedanken, Sehnsüchte und Sorgen in diese fiktiven Briefe. Die Handschriften der einzelnen Briefe wurden vom Autor vermutlich zu einem späteren Zeitpunkt in einem Buch mit Ledereinband zusammengefasst. Der Erste dieser Briefe trägt das Datum vom 10. Oktober 1717 und der letzte Brief wurde am 20. Dezember 1758 geschrieben. Der aus 223 Blättern bestehende Lederband besteht aus elf ungleich dicken Heften und weist acht verschiedene Wasserzeichen auf, ein Hinweis auf die lange Entstehungszeit des Werkes.

### Das weitere Schicksal der Briefe

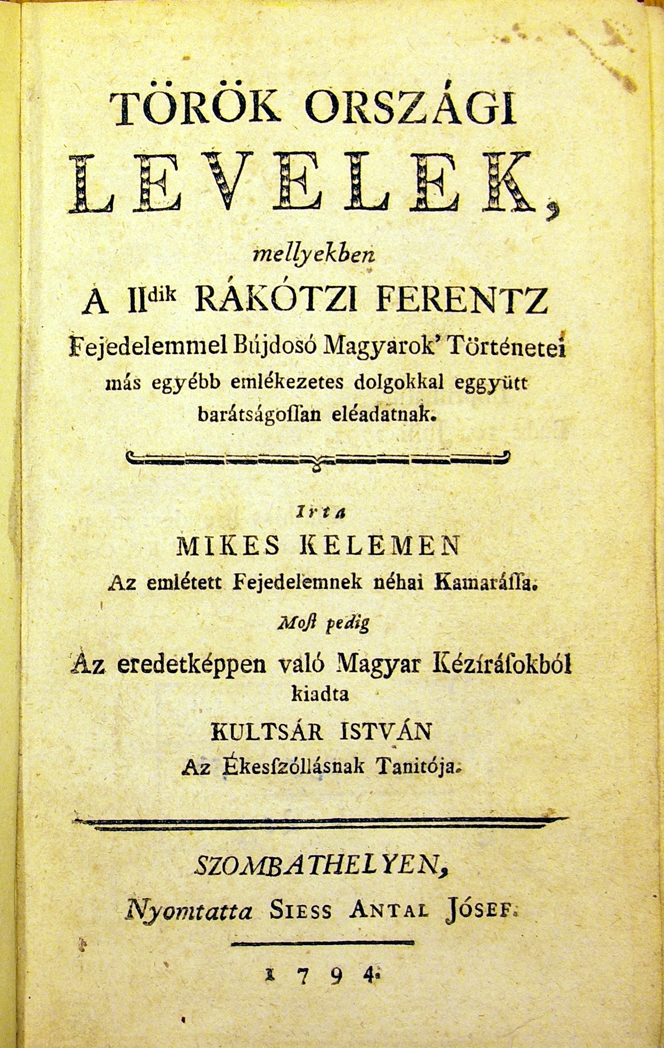
Ungarische Erstausgabe der Briefe

Nach dem Tod von Kelemen Mikes kamen die Briefe in den Besitz des 82-jährigen ehemaligen Dieners des Fürsten, István Horváth († 1799 in Rodosto). Dieser übergab die Briefe über dreißig Jahren nach dem Tode von Kelemen Mikes an einen Herrn Mészáros, der in Diensten von Selim Pascha stand und eine Dienstreise nach Wien unternahm. In Wien übergab Mészaros die Handschrift an den Kunsthistoriker und Redakteur Demeter Görög, der den Wert der Briefe sofort erkannte. Da Görög für die Herausgabe der Briefe in der Kaiserstadt (wegen der sehr strengen Zensur) keine Möglichkeit sah, gab er die Briefe an István Kultsár (* 1760, † 1828), einen in Steinamanger lebenden Schriftsteller und Lehrer für ungarische Literatur, weiter. Aber auch in Ungarn durfte das Werk nicht ohne Zensur gedruckt werden, deshalb beantragte Kultsár die Zensur in Ofen. Die Zensur wurde von einem Jesuiten, dem Kanoniker Matthias Riethaler in Ofen durchgeführt. Dieser behandelte die Handschrift überaus großzügig und erteilte am 10. Juli 1792 die Druckgenehmigung. Der ursprüngliche Titel: „Die Geschichten des Fürsten Franz Rákóczi und die mit ihm in Exil lebenden Ungarn“ (ung. Rákóczi Ferenc fejedelemnek  és a vele bujdosó magyaroknak történetei) wurde jedoch (vermutlich auf Wunsch des Zensors) in „Briefe aus der Türkei“ (ung. Törökországi levelek) geändert. Das Werk erschien im Februar 1794 in der Offizin von Anton Joseph Siess in Steinamanger. Die Verlagsrechte lagen bei István Kultsár. Nach dessen Tode gingen sie an dessen Erben Ferenc Toldy über. Im Jahre 1867 verkaufte Toldy die Handschrift dem Erzbischof von Erlau Béla Bartakovics. Dieser nahm die Handschrift in die Erzbischöfliche Bibliothek auf, wo sie sich heute noch befindet.
Seither sind die Briefe aus der Türkei in zahlreichen ungarischen Auflagen erschienen und wurden in zahlreiche Fremdsprachen übersetzt. Die Briefe aus der Türkei gehören bis in die Gegenwart zu den bedeutendsten Werken der ungarischen Literatur.